# Vicente Salgado

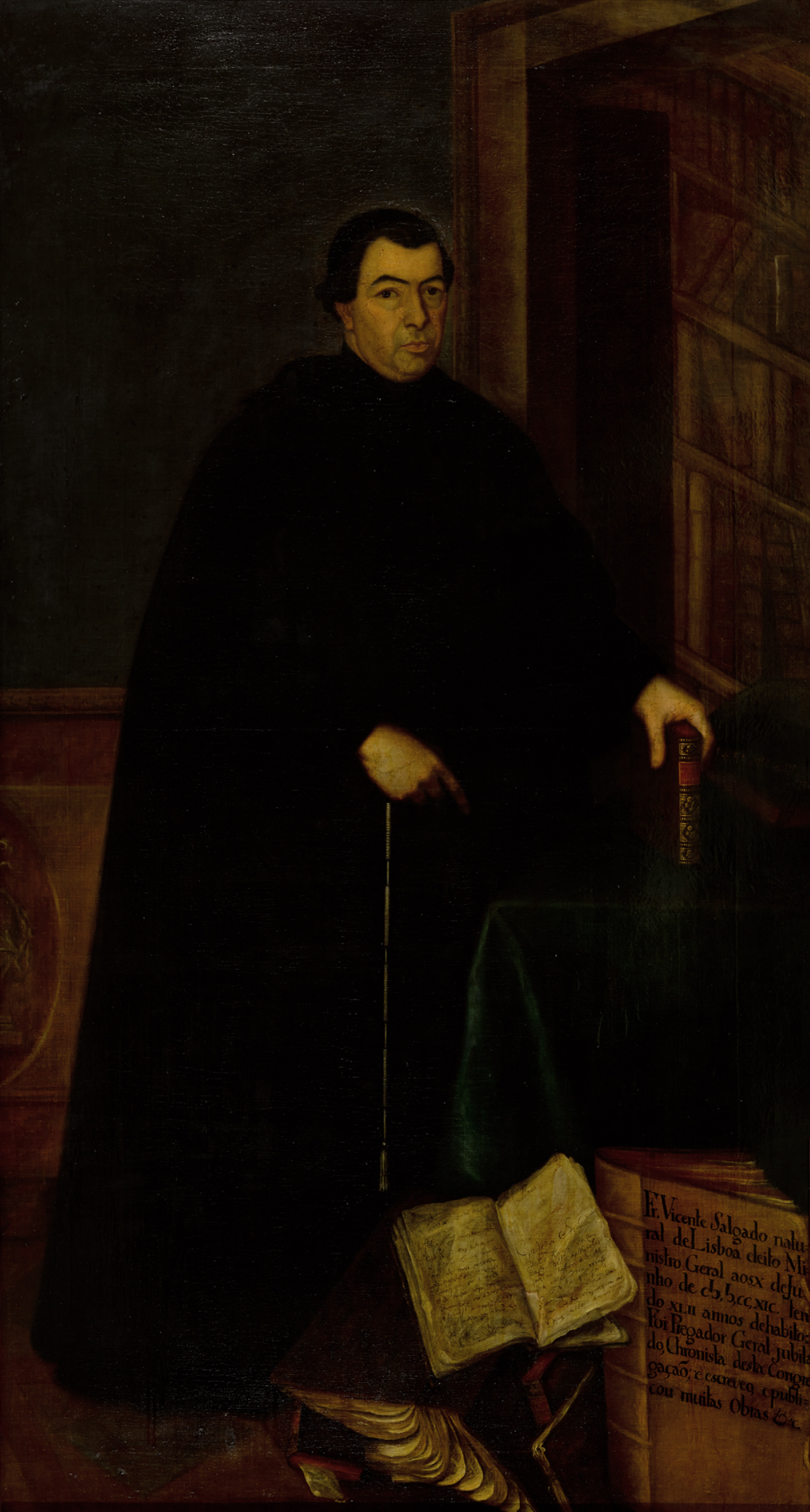
Retrato de Frei Vicente Salgado, Academia das Ciências de Lisboa.

Vicente Salgado foi um frade franciscano, pregador da respectiva ordem no último quartel do século XVIII.

## Obras
Autor de um conjunto de obras historiográficas das quais se destacam:
- Memorias Ecclesiasticas do Reino do Algarve (Lisboa, 1786, mas de que existe uma edição fac-simile digital da Associação Campo Arqueológico de Tavira, Tavira, 2003),
- Colecção das Memórias Literárias para a História de Portugal.

Na biblioteca da Academia das Ciências de Lisboa existem diversos manuscritos da autoria de Vicente Salgado, incluindo:
- Memórias Ecclesiásticas para servirem a história da Igreja Cathedral do Algarve (manuscrito em dois tomos),
- Viagens filosóficas ou Dissertação sobre as importantes regras que o filósofo naturalista, nas suas peregrinações deve principalmente observar de 1779, cópia da obra de Domingos Vandelli. A cópia foi feita por Vicente Salgado em 1796 (Biblioteca da Academia das Ciências de Lisboa, série Vermelha Ms 405).